# نادر قاضی‌پور
نادر قاضی‌پور (زادهٔ ۱ فروردین ۱۳۳۷ ارومیه) سرهنگ بازنشسته سپاه پاسداران و سیاستمدار ایرانی است، که در دوره‌های هشتم، نهم و دهم مجلس شورای اسلامی به‌عنوان نمایندهٔ ارومیه در مجلس حضور داشت.
او عضو کمیسیون صنایع و معادن مجلس شورای اسلامی بود.
قاضی‌پور در سال ۱۳۹۸ در یازدهمین دوره انتخابات مجلس شورای اسلامی از حوزه انتخابیه ارومیه و همچنین در سال ۱۴۰۰ در انتخابات میان دوره‌ای دورهٔ یازدهم از حوزه انتخابیه تهران، ری، شمیرانات، اسلامشهر و پردیس نیز برای دومین بار توسط شورای نگهبان رد صلاحیت شد.

## سوابق کاری
قاضی پور در سالهای ۱۳۶۰ و ۱۳۶۴ مسئول دفتر انتخاباتی سیدعلی خامنه‌ای بود. بخشدار پیرانشهر و فرمانداری سردشت نیز از جمله سمت‌های وی می‌باشد. وی در سال ۱۳۸۲ به‌عنوان فرمانده گردان توپخانه امام جعفر صادق در تیپ یکم از لشکر ۳ حمزه منصوب شد. قاضی پور دارای لیسانس فیزیک کاربردی و فوق لیسانس مدیریت دولتی است.

## اقدامات جنجال‌برانگیز

### سخنان جنجالی بعد از پیروزی در انتخابات
نادر قاضی‌پور در انتخابات ۱۳۹۴ با کسب ۱۶۹ هزار رأی به‌عنوان منتخب اول ارومیه برای سومین بار به مجلس راه یافت. وی پس از پیروزی در انتخابات ۱۳۹۴ مجلس در یک سخنرانی گفت: «من نمایندهٔ ملتم نه نمایندهٔ ۴ تا گردن کلفت. من نوکر مسئولین نیستم. کیف‌شان را حمل نمی‌کنم و تعریف‌شان نمی‌کنم. شما در دو ساعت به من ۲۰۰ هزار رأی دادید. برای این‌که مرا تیز کنید تا به جان این مسئولان بیفتم. می‌گویند یک روز پسر بچه‌ای را ختنه می‌کردند، دختر بچه‌ای آن طرف داشت گریه می‌کرد. گفتند تو چرا گریه می‌کنی؟ گفت: دارند برای من تیز می‌کنند!»
وی در ادامه می‌گوید: «مملکت را به آسانی به دست نیاورده‌ایم که هر روباه و بچه و کره الاغی را بفرستیم آن‌جا. مجلس جای کره الاغ نیست! … مجلس جای زنان نیست؛ جای مردان است. بفرستید سرشان بلا بیاورند تا آبرویتان برود!؟»
وی خاطره‌ای از دوران جنگ ایران و عراق نقل کرد که: «برای عملیاتی من دوازده نفر داوطلب خواستم، بیست و دو نفر داوطلب شدند و من دوازده نفر از آذربایجان انتخاب کردم و با خودم سیزده نفره راه افتادیم تا رسیدیم به جادهٔ بصره-العماره. با ششصد یا هفتصد نفر مواجه شدیم. همه‌شان تسلیم شدند. اما ما چون امکان نگهداری‌شان را نداشتیم مجبور شدیم از دستشان راحت شویم.»
قاضی‌پور: «قدرت‌الله علیخانی نمایندهٔ قزوین بود، قزوینی است، در مجلس همه از او می‌ترسند به یکی از نماینده‌های همشهری ما که قد کوتاهی هم داشت گفته بود بیا ببرمت یک شب مهمان من باش. یک روز رفته بودم جایی، گفتم شیخ کجاست؟ گفتند دستشویی، من هم رفتم دستشویی، دیدم همه جا را شسته و دستمال کاغذی گذاشته چون وسواس دارد، خم شد وضو بگیرد که […] بعد غش کرد افتاد روی زمین، در را باز کردم دیدم ۲۰ نفر به خاطر سر و صدای ما پشت درآمده‌اند. گفتم حاج آقا کمین زده بود کمین خورد! یک هفته به مجلس نیامد. بعد از یک هفته که مرا دید سر و صدا کرد و نمایندگان دورش جمع شدند. پهلویش را باز کرد گفت بیایید ببینید این فلان فلان شده چه بلایی سر من آورده‌است! ببینید کبود شده‌است. گفتم حاج آقا آن جای دیگرت را هم نشان بده! مجلس جای سوسول بازی نیست! به مجلس مرد بفرستید؛ حداقل کاری هم نکند آن یکی کار را بتواند بکند!»
قاضی‌پور بعدها در پاسخ در رابطه با این ماجرا، مصاحبه‌هایی داشت و در این رابطه توضیحاتی داد.
حامد عطایی خبرنگاری که فیلم سخنرانی جنجالی نادر قاضی‌پور را منتشر کرد، به‌دلیل انتشار یک پیام تلگرامی مبتنی بر گمانه‌زنی دربارهٔ رد صلاحیت برخی داوطلبان نمایندگی که همان موقع تصحیح شده بود، با شکایت قاضی‌پور به ۴ ماه زندان محکوم شد. حامد عطایی گفت: «شاید انگیزهٔ واقعی آقای قاضی‌پور از شکایت، انتشار آن فیلم جنجالی باشد ولی پروندهٔ این شکایت، رسماً مربوط به آن فیلم نیست.» عطایی همچنین چند روز پس از افشای سخنرانی قاضی‌پور، به‌دست افرادی ناشناس در ارومیه مورد ضرب و شتم قرار گرفته بود.

### بی احترامی نماینده سمنان
نطق نادر قاضی‌پور در مجلس شورای اسلامی به عنوان مخالف در جلسه رای اعتماد به وزیر آموزش و پرورش که ۱۲ شهریور ۱۳۹۸ برگزار شد با حاشیه‌هایی همراه بود.قاضی‌پور که از تجمع نمایندگان در اطراف اسحاق جهانگیری معاون اول رئیس جمهور شاکی شده بود از علی لاریجانی رئیس مجلس خواست تا به نمایندگان تذکر دهد که بر سر جایشان بنشینند. و سپس خطاب به احمد همتی نماینده سمنان گفت: «آقای همتی نماینده سمنان که عقبت را به ما کرده‌ای، پشتت را به ناطق نکن، پشتت را به دولت بکن». این بخشی از سخنان او بود که بسیار در فضای مجازی با عنوان طلب دانوش معروف شد.

### ضرب و شتم خبرنگار
در ۷ شهریور ۱۳۹۵ قاضی‌پور بعد از پایان جلسهٔ علنی، در راهروی مجلس با یک خبرنگار درگیر شد، که این درگیری با ضربه‌های فیزیکی این نماینده همراه بود.
خبرگزاری ایسنا گزارش داد که آقای بداغی در حال مصاحبه با نادر قاضی‌پور «در موضوع مربوط به فراکسیون مناطق ترک‌نشین بود که به‌دلیل چالشی شدن این مصاحبه، قاضی‌پور عصبانی شده و ضربه‌ای به صورت او زده‌است». بنا بر این گزارش، قاضی‌پور خبرنگار روزنامهٔ ایران را به حراست مجلس برده تا از ورود او به ساختمان مجلس جلوگیری شود.
روزنامهٔ ایران هم در صفحهٔ توییتر خود از «ضرب و شتم» خبرنگار این روزنامه از سوی قاضی‌پور خبر داده‌است.